# Phare de Tŵr Bach

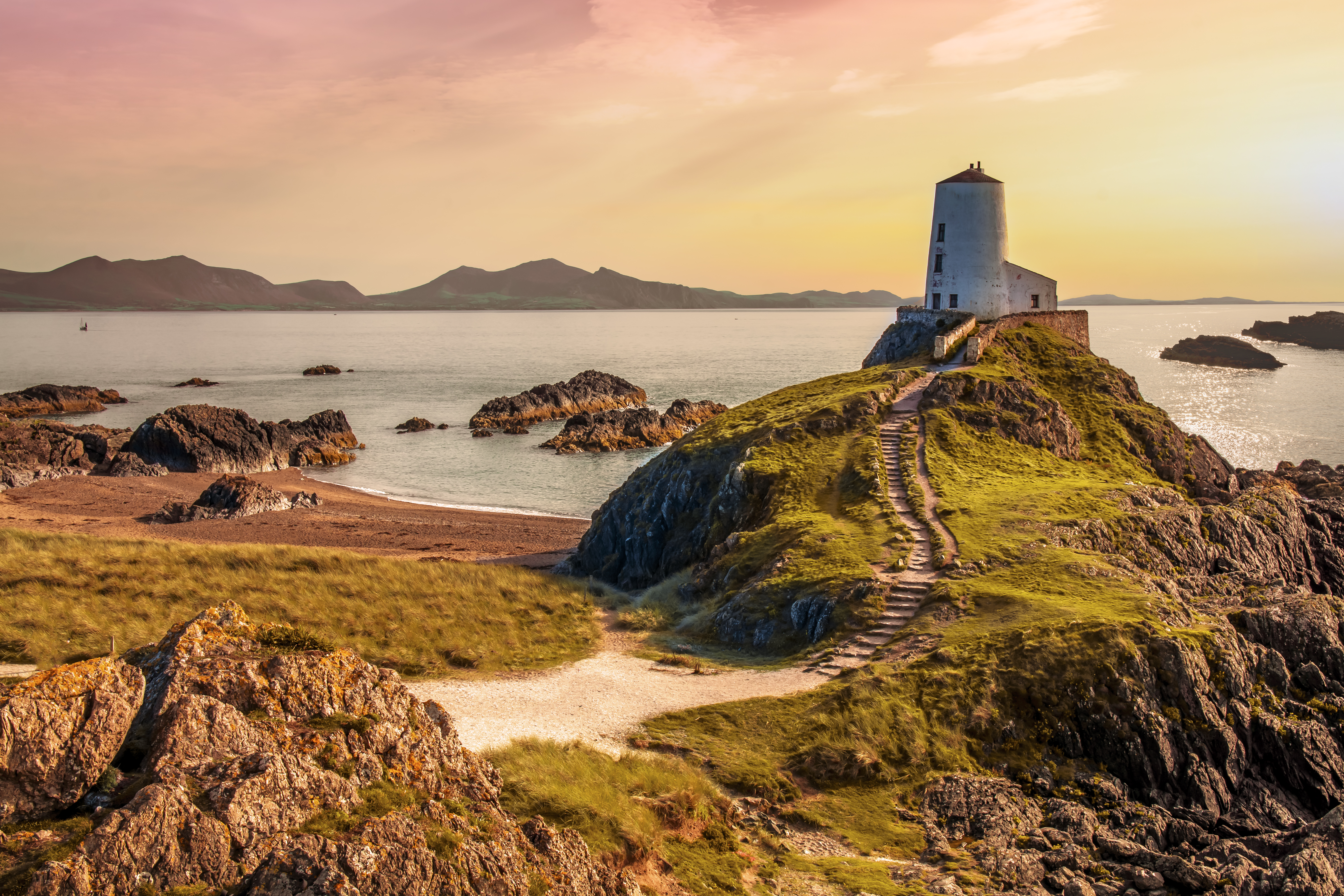
Le phare de Tŵr Bach. Septembre 2020.

Le phare de Tŵr Bach est un petit phare situé sur l'île d'Ynys Llanddwyn au sud-ouest d'Anglesey, au Pays de Galles qui marque l'entrée du détroit de Menai, bras de mer séparant Anglesey du reste du Pays de Galles.

## Histoire
C'est une petite tour conique blanche de 5 m de haut, avec le sommet bombé, datant probablement des années 1800. Il servait de balise jusqu'à ce que le phare de Tŵr Mawr soit désactivé en 1975, une lumière a été posée sur son sommet. Son élévation est de 12 m au-dessus du niveau de la mer et émet une lumière directionnelle blanche ou rouge de 2.5 secondes.
Le poste de pilotage voisin est un musée d'histoire maritime locale. Le site de l'église en ruine de St Dwynwen fait partie d'une réserve naturelle nationale gérée par le Llanddwyn Island National Nature Reserve. L'île est accessible par des sentiers de randonnée. L'ancien Phare de Tŵr Mawr, désactivé depuis 1975, se situe au bout de la péninsule sud. La tour ne se visite pas.

### Lien connexe
- Liste des phares du Pays de Galles